# Charlotte Bech
Charlotte Bech Lund (født 12. juli 1959) er en dansk læge, forfatter og foredragsholder, der har gjort sig bemærket som alternativ behandler og såkaldt holistisk læge. 

## Biografi
Charlotte Bech er klassisksproglig student fra Sct. Knuds Gymnasium, Odense, i 1978. Bech har studeret yoga, meditation og bevidsthedsudvikling på det private amerikanske universitet Maharishi University of Management, hvor hun blev Master of Arts i 1989. Efterfølgende modtog hun en grad fra Maharishi European Research University i Schweiz i bevidsthedsudvikling. Hun er læge fra Københavns Universitet i 2001.

## Kontroverser
Maharishi-universiteterne bygger på transcendental meditation, der er baseret på guruen Maharishi Mahesh Yogis lære, og er blevet kaldt en hierarkisk styret kult.
Et afsnit i Godt og sundt for børn (2010) giver en vejledning i vegetarisk kost for børn, der ifølge forfatteren bør undgå fisk, kød og kold mælk, men gerne må drikke varm mælk og spise smør. Kritikere har derimod hævdet, at ren vegetarisk kost og fede mælkeprodukter er i modstrid med fødevaremyndighedernes anbefalinger for børn.
Bogen ’Bliv naturligt gravid’ (2012) rejste kritik fra lægelig side og gav anledning til politisk diskussion. Ifølge bogen er det nødvendigt med et års pause fra p-piller og udrensning bl.a. med mælkebøttesaft og gurkemeje, før man bliver gravid, et udsagn der mødte stærk kritik fra formanden for Dansk Selskab for Obstetrik og Gynækologi, Kresten Rubeck Petersen, der gav udtryk for, at rådene kan virke modsat.

## Eksterne kilder
- Charlotte Bechs hjemmeside
- Profil på Dansk Forfatterforening (Webside ikke længere tilgængelig) (dødt link)